# 青春片
青春片（英語：Teen film）是电影片种之一。观众范围主要是基于青少年或者年轻的成年人，如初恋、青春期焦虑、成年、叛逆、和父母冲突等，这些严肃的题材一般纷繁复杂缠绕在一起出现於同一部电影，主要给是为了吸引青年男女观众观看。
青春片的场景主要是“高中”，也常常包括整个高中时代，“性爱”这个元素是不可或缺的，但是它以一种轻松幽默的形式出现。

## 类型
青春片下辖几种主要的类型：
- 青春科幻片（英語：Teen sci-fi）
- 青春恐怖片（英語：Teen horror）
- 青春戏剧片（英语：Teen drama）
- 青春喜剧片（英語：Teen comedy）
- 青春音乐片（英語：Teen musicals）

在1950年代和1960年代的美国，还有一种“海滩派对青春片”（英語：beach party films）。

## 主要概念
青春片取决于拍摄青春片的国家或地区的文化背景，可以有“舞会、酒、爱恋、高中、第一次性爱、社会团体、派系、人际关系、冲突、美国流行文化各国流行文化”等。
以美国青春片作为例子，主要概念是：
- 运动员、拉拉队
- 校花
- 极客、书呆子
- 叛逆者
- 不适应环境的人或无家可归的人
- 邻家男孩、邻家女孩
- 新来的男孩、新来的女孩
- 孤独者、寂寞者
- 乐队野人
- 班花
- 班级小丑（英語：Class Clown）

美国青春片常常遗漏美国少数民族、男同性恋、女同性恋、工人阶级的孩子。
美国青春片除了这些刻板题材，场景也是在高中，有不同的社团，总是烂漫喜剧结尾。